# Українське Вільне Козацтво
Організація українських козаків «Українське Вільне Козацтво» була створена у 1920 році як закордонна частина організації «Вільне козацтво», що діяла в Україні у 1917—1923 роках.
У 1920—1936 роках організація мала назву Українське Національне козаче товариство (УНАКОТО чи УНКТ) — суспільна і військово-виховна організація української еміграції, у 1936—1947 роках — Український Народний Козачий Рух чи по іншому Українське Вільне Козацтво (УВК УНАКОР).
З 1947 року до цього часу організація має назву Українське Вільне Козацтво (УВК), або скорочено: Українське Козацтво (УК) — станова парамілітарна громадська, не політична і не партійна організація.
Ініціатор створення та перший отаман — Іван Полтавець-Остряниця.

## Отамани
- 1920—1942 — Іван Полтавець-Остряниця (м. Мюнхен, Німеччина);
- 1942 — Іван Волошин-Берчак;
- 1942—1944 — Михайло Омелянович-Павленко (м. Краків, Генерал-губернаторство), (м. Прага, Протекторат Богемії та Моравії);
- 1944—1945 — Павло Терещенко;
- 1952—1967 — Іван Цапко (Німеччина, Австрія), (м. Нью-Йорк, США);
- 1967—1971 — Віктор Дяченко (м. Чикаго, США);
- 1971—1976 — Антін Кущинський (м. Чикаго, США);
- 1977—1979 — Петро Коршун-Федоренко (м. Торонто, Канада);
- 1980—1982 — Михайло Ковальський (м. Калгарі, Канада);
- 1983–1993 — Валентин Різник;
- 1993—2006 — Йосип Івах Д. Байда (м. Торонто, Канада);
- 2006—донині — Ващик Петро (США).

## Органи управління
Велика Козацька Рада УВК — найвищий законодавчий орган організації. Великою Козацькою Радою УВК обираються:
- Кошовий отаман УВК
- Генеральний суддя УВК
- Генеральний контролер УВК.

Кошовий отаман УВК: очолює організацію, своїми наказами призначає:
- двох своїх заступників — Наказних Кошових Отаманів
- Голову Головної Нагородної Ради Хреста Українського Козацтва
- Голову Гонорової Ради
- Генерального Писаря
- Редактора Козацького журналу
- Отаманів Паланок
- уповноважених Представників та відповідних осіб до урядової праці в Генеральній Булаві.

Генеральна Булава УВК — центральний адміністраційно-виконавчий орган організації. Генеральну Булаву УВК очолює Генеральний Писар. Генеральна Булава УВК складається з Генеральної Канцелярії та відділів. До її складу входять:
- Голова Головної Нагородної Ради
- Голова Гонорової Ради
- Булавні Старшини, як референти, що керують окремими відділами, або виконують окремі доручення
- Скарбник Генеральної Булави.

Отамани Паланок УВК — призначаються Кошовим отаманом УВК в країнах, де існує кілька куренів УВК. Отамани Паланок УВК з 1974 по 2010 роки призначалися на Канаду, Америку, Австралію, Бразилію, Європу та Україну.

## Осередки
Після Другої світової війни УВК продовжило свою діяльність головно в Німеччині та Австрії — в таборах переміщених осіб.
Закінчення світової війни, розселення української еміграції з європейських теренів, а також зменшення популярності мілітарних ідеологій упродовж 1948—1960 зумовили припинення в Європі активної діяльності УВК.
1960 року у США під проводом Івана Цапка утворилася перша станиця УВК. Ця подія дала початок розширенню мережі осередків УВК в США, Австралії, Канаді та Бразилії. До початку 1980-х років було створено 52 станиці УВК.
В архіві УВК зберігається наказ Кошового отамана УВК Валентина Різника від 8 травня 1983 року, яким було призначено Отаманів Паланок УВК:
- Канада, Схід — сотника УВК Йосипа Іваха-Байду;
- Канада, Центр — осавула УВК Дмитра Жилу;
- Канада, Захід — адміністративного хорунжого УВК Степана Липського;
- Австралія — осавула УВК інж. Юрія Одлигу;
- Бразилія — хорунжого УВК Богдана Білинського;
- Європа — сотника УВК Богдана Шарка.
- Паланкові отамани на Америку бути призначені іншим наказом.

УВК найактивніше зараз діє в Канаді, Австралії, США та з 2007 року розпочала свою діяльність в Україні.
У Канаді УВК представляють Кошовий отаман УВК генерал-осавул УВК Йосип Івах Д. Байда та Голова Старшинської Ради УВК генерал-хорунжий УВК Армін Конн.
В Австралії — Кошовий отаман Коша УВК Австралії імені Гетьмана Петра Сагайдачного генерал-хорунжий УВК Петро Деряжний та Кошовий Капелан Голова Гонорової та Нагородної Ради Коша УВК Заступник Кошового отамана генерал-поручник УВК о. Ждан Коломиєць.
У США — Кошовий отаман УВК в США полковник УВК Юрій Дармограй.
В Україні — Заступник Кошового отамана УВК — Наказний Кошовий отаман УВК генерал-хорунжий УВК Анатолій Грива, Генеральний Писар УВК генерал-хорунжий УВК Віталій Манзуренко, Отаман Паланки УВК в Україні генерал-хорунжий УВК Володимир Мусій.
Всі закордонні осередки УВК багато років входять до складу Світового Конґресу Українців (СКУ).

## Історія

### Вільне козацтво(1917—1923роки)
На початку свого існування Українське Вільне Козацтво мало назву Вільне Козацтво та являло собою українські добровільні озброєні формування, призначені «для оборони вольностей українського народу та охорони ладу». Загони Вільного Козацтва виникли з самого початку Української революції за ініціативою самих козаків, без підтримки державних органів. Перші формування Вільного Козацтва почали створюватися у березні 1917 року. Основою була сотня, що формувалася з жителів одного села, чисельність особового складу сотень — від 35 до 700 осіб. Сотні однієї волості, що мала кілька сіл, творили курінь, курені — полк, а полки цілої округи об'єднувалися в кіш. Вільне Козацтво Звенигородщини й сусідніх повітів виставили проти більшовиків 20 тисяч козаків. Найбільш організованими та озброєними були гусаківський, тарасівський, козацький та кальниболотський курені.
У квітні 1917 року на козацькому з'їзді у Звенигородці (Черкащина) були прийняті такі рішення:
- Вільне козацтво організовано для оборони вольностей українського народу та охорони ладу.
- Вільне козацтво є територіальною військовою організацією, до якої мають право вступати громадяни повіту, не молодші 18 років.
- Не можна приймати до організації людей, ворожих українській справі, а також тих, хто мав кримінальні злочини.
- Всіма справами організації завідують ради козацької старшини.
- Командна старшина є виборною (кошовим отаманом Звенигородського повіту (коша) було вибрано Семена Гризла, курінними отаманами волостей: Гусаківської — Смоктія, Кальниболотської — Гризла, Лисянської — Сор., Тарасівської (Керелівської) — Шевченка, Княжанської — Шаповала).

На з'їзді було розроблено організаційну структуру, що копіювала давній козацький устрій: Генеральна козацька рада з наказним отаманом на чолі, козацька старшина: осавул, писар, хорунжий, скарбник. Основою організації Вільного Козацтва стала сотня, що набиралася з громадян одного села чи міста, не молодших за 18 років, і не мала чітко означеної кількості. Сотні волості формувалися в курінь, курені — в полки, а полки губернії об'єднувалися в кіш. Вільнокозацький рух став загальноукраїнським, поширившись на Київщину, Волинь, Херсонщину, Катеринославщину та інші українські землі.
Козаки брали активну участь у створенні в м. Києві Першого Українського козачого полку імені гетьмана України Б. Хмельницького, який самочинно був створений 18 травня 1917 року і налічував близько 3 тис. вояків. У серпні 1917 року відбулося формування загонів Вільного Козацтва у Бердичівському, Уманському, Київському, Канівському, Черкаському, Остерському, Ніжинському та Борзнянському повітах.
Після лютневої революції 1917 року в Росії був скасований козацький стан як «сословіє», а у відродженій Українській Республіці козацький стан став окремим видом громадянства.
У м. Києві, наприкінці вересня 1917 року відбулася нарада представників Вільного Козацтва Київщини та гайдамацьких частин з м. Одеси, де було постановлено скликати загальний з'їзд Вільного Козацтва в першій половині жовтня того ж року.
16—20 жовтня (3—7 жовтня за старим стилем) 1917 р. у м. Чигирині на Черкащині відбувся з'їзд Вільного Козацтва, на якому було остаточно організаційно оформлено «Вільне Козацтво» як політичну та військову силу. У роботі цього з'їзду взяли участь 2 тис. делегатів, що представляли 60 тис. організованих вільних козаків Київщини, Херсонщини, Катеринославщини, Чернігівщини та Кубані. Делегати з'їзду звернулися до населення із закликом озброюватися, рішуче боротися з ворогами народу, не допускати братовбивства, підтримувати республіканський демократичний федеративний устрій Росії на чолі з Тимчасовим урядом, створювати у селах сотні, у волостях — курені, у повітах — полки, у губерніях — коші на чолі із сотниками, курінними, полковниками, отаманами та іншою старшиною.
На з'їзді було обрано Генеральну (Головну) Козацьку Раду Українського Національного Вільнокозацького Товариства (У. Н. Вк. Т.) у складі 12 осіб, а саме Військового отамана Павла Скоропадського, помічника Військового отамана Івана Полтавця-Остряницю, Генерального писаря Василя Кочубея та інших генеральних старшин. Генеральна Рада до січня 1918 р. дислокувалася в м. Білій Церкві, а потім з приходом в Україну німецького війська до 29 квітня 1918 року — у м. Києві.

На з'їзді була прийнята така постанова:
Визнаючи себе організацією аполітичною й не маючи ніяких орієнтацій, крім власної української, та вважаючи себе за прикладом своїх великих прадідів авангардом в боротьбі за волю, України Українське Козацтво через своїх послів постановило ухвалити наступні пакти, на ґрунті яких бажає вести дальшу працю організації:
1. Самостійна й Незалежна Україна.
2. Змагання до получення усіх українських земель в одній Українській Державі, з наданням місцевої автономії тим, на яких по місцевим умовам та традиціям не зможуть розповсюджуватися загальнодержавні закони.
3. Звільнення України від окупуючого її московського війська та урядових інституцій.
4. Перехід всієї влади на Вкраїні до Українського Уряду, який складався би тільки з вірних синів України, що працею своєю показали вірність українській національно-державній ідеї та своє розуміння потреб селянства та робітництва.
5. Створення на Вкраїні державного ладу, форму якого повинен вирішити сам нарід через обрану ним Державну Раду (Сойм) і щоб виборчий закон не позбавав прав виборчих широких верств селянства, козацтва, робітників та взагалі українського громадянства. Стоючи на цьому принципі, козацтво буде боротися з усякою ворожою силою, яка тим, або іншим засобом захоче насильно накинути Україні небажаний народові уряд.
6. Такому урядові козацтво негайно стане до допомоги по забезпеченню внутрішнього твердого ладу та спокою, покладаючи в ґрунт своєї праці справедливе й рішуче, але людське відношення до всіх громадян України, визнаючи одночасно за неукраїнськими меншостями належні їм національні права. Козацтво також буде боротися проти диктатури якої-небудь партії.
7. Не порушуючи суспільної рівноправності усіх станів і класів на Україні, козацтво має на меті опертись на найбільш чисельні соціальні елементи українського населення — селянство та козацтво — і тому обстоює здійснення широкої земельної реформи в розумінні передання до власного володіння великих маєтків малоземельному та безземельному селянству та козацтву.
8. В робітничому питанню козацтво жадає забезпечення робітничому класові 8-годинного робочого дня, соціальну самостійність та охорону праці перед визиском.
9. Від сучасного Уряду Центральної Ради козацтво жадає негайного проголошення самостійності України та збудування Українського Козацького Війська на ґрунті його історичних традицій для боротьби за волю України й національно-економічно-соціяльні права Українського Народу. Військо повинно являти з себе одноцільну бойову формацію під умілим та відповідальним проводом Військового Отамана та об'єднане однодушним стягом «За волю України й Народу», залишаючи ведення політики в руках покликаного Уряду та народного представництва.
10. Зважаючи на сучасне міжнародне становище, в якому знаходиться Україна, козацтво вважає необхідним сполучити усі свої сили та одностайно стати до оборони України перед всяким посяганням наших ворогів. Але відкидаючи втручання у військові справи політичних партій.
11. З щирим козацьким серцем та братнім привітом звертається Українське Козацтво до братів-козаків Кубані, Тереку та Дону, які надіслали своїх делегатів на з'їзд Українського Козацтва, й бажає, аби згода та міцний союз ліг на вічні часи між усіма козаками.
12. Українське Козацтво, обираючи Козацьку Раду, надає їй право кооптації необхідних членів та зміни свого внутрішнього урядування по тим, аби іншим вимогам; видавати накази та розпорядження по Козацькому Війську, входити в договори та порозуміння з різними організаціями, які не противні українській ідеї, і в межах, котрі не противні метам, зазначеним козацтвом, а також загальному власному українському ділові, народову України.

Ці Постанови з'їзду Козацька Рада згідно зі своїми повноваженнями передала Урядові Центральної Ради 10 жовтня 1917 р. Після цього Козацька Рада, згідно зі статутом, ухваленим з'їздом, розділила територію України на полкові округи й приступила до організації козацтва на місцях під проводом вибраних козаками кожного округу Полкових Отаманів. При Козацькій
Раді були утворені такі відділи:
- оперативний;
- пересування козачих військ;
- постачання;
- технічний;
- організаційний;
- інструкторський;
- культурно-просвітницький та агітаційний;
- пресовий.

20 жовтня 1917 року почали створюватися козацькі «Просвіти» та кооперативи по полкових округах; виходити центральний орган Козацької Ради «Вільний Козак», під редагуванням видатного українського письменника Модеста Левицького та пана Каліша; у м. Білій Церкві були організовані інструкторська та агітаційна школи.
2 листопада 1917 року Козацька Рада висилає до м. Києва на підмогу Урядові Центральної Ради п'ять полків: Білоцерківський, Звенигородський, Уманський, Черкаський та Переяславський.
10 листопада 1917 року Козацька Рада скликає з'їзд козацької полкової та сотенної старшини, якій виносить вдячність за організацію козацтва та підтверджує всі накази та розпорядження по війську. Українська Центральна Рада підтримувала ідею організації загонів Вільного Козацтва.
13 листопада 1917 року Генеральний Секретаріат (Державний уряд, сформований Українською Центральною Радою) затвердив обов'язковий для вільнокозацьких організацій Статут Вільного Козацтва на Україні, який суворо регламентував діяльність вільних козаків. Вільні козаки присягнули на вірність Україні. У кожному селі чи місті, незалежно від чисельності населення, могла існувати лише одна громада Вільного Козацтва з осіб будь-якої національності й статі. Її завданнями були боротьба з дезертирством при демобілізації, охорона громадського порядку та спокою населення, захист громадян та їхньої власності, запобігання грабункам, фізичний і духовний розвиток своїх членів, їх громадське виховання. Громади Вільного Козацтва створювали піші й кінні загони, пожежні дружини, відкривали бібліотеки, видавали журнали і брошури, поширювали газети і літературу, організовували зібрання, лекції, читання, концерти тощо.
Досить жорсткими були умови прийому до Вільного Козацтва. Це відбувалося тільки на загальних зборах громади при таємному голосуванні. Дійсним членом Вільного Козацтва можна було стати лише за рекомендацією трьох його членів, які несли повну відповідальність за подальші вчинки своєї рекомендованої особи. Вищим органом громади Вільного Козацтва були загальні збори, що збиралися двічі на рік. Ухвали приймалися звичайною більшістю голосів. Сільські і міські ради Вільного Козацтва обиралися на 1 рік і складалися з 5 членів: голови, його товариша, писаря, його товариша і скарбника. Фінансовими питаннями займались ревізійні комісії. Місцеві громади Вільного Козацтва об'єднувалися у волосні, волосні — у повітові, повітові — у губернські. Вищим органом кожної з них так само були загальні збори. Кожна сільська або міська громада створювала муштрову сотню. Сотенні козацькі збори обирали старшину у складі сотника, підсотника й писаря та інших посадових осіб: бунчужного, скарбника, складника, обозного й кашовара. У межах волості сотні об'єднувалися в курінь. Вищим органом куреня були курінні збори та обрана на них курінна старшина у складі курінного, його заступника й писаря. У повіті з куренів створювався полк. Вищим його органом були полкові збори, до яких входили по одному від кожних 50 козаків. Повітові полки в межах окремої губернії об'єднувалися в кіш. Кошовий отаман затверджувався спочатку загальними зборами губернської громади, а остаточно — генеральним секретарем внутрішніх справ. Зміщення кошового отамана входило до компетенції Генерального Секретаріату. За національним та соціальним походженням вільні козаки були, головним чином, українськими селянами, службовцями, робітниками. Козацькі робітничі організації існували в Єлисаветграді, Катеринославі, Олександрівську та інших містах України.

У боротьбу за волю українського народу встали багато пластунів. З них були сформовані «курені смерті», які не знали страху в боях проти більшовиків. У м. Одесі осавул Кубанського війська Володимир Сахно-Устимович сформував у червні 1917 р. Гайдамацький полк, а в серпні — 2-й Гайдамацький полк Вільного козацтва, до якого увійшло багато пластунів і який отримав назву 2-й Пластунський Гайдамацький полк Українського Вільного Козацтва. Очолив його полковник Іван Орлов-Орленко, який написав такі рядки:
За волю, за долю, за славу Вкраїни!
Вперед, милий брате, ідім…
І працею нашою рідні Руїни

Синам українським вернім!..
Ці козацькі загони виникли в січні 1918 р. згідно з рішенням уряду УНР і діяли по квітень цього ж року, до виборів гетьмана України Павла Скоропадського. Основою Реєстрового Вільного козацтва були піхотні та кінні козацькі сотні, які виділялися зі складу загонів Вільного Козацтва одного повіту і були центральними військовими частинами, навколо яких формувалися та на базі яких проходили вишкіл інші козацькі загони повіту. До складу цих сотень включалися найкращі козаки повіту.
25 листопада 1917 року за наказом Козацької Ради три козацькі загони: Правобережний, Лівобережний і Запорозький виступили на підтримку військ Центральної Ради у боротьбі проти більшовиків. Правобережний загін чисельністю до 12 тис. козаків був направлений на підмогу Першому Українському Корпусу, що утримував рубіж Вінниця — Жмеринка — Коростень, Лівобережний загін чисельністю до 10 тис. козаків — на підмогу Третьому Українському Корпусу, що утримував позиції в районі м. Бахмач, а Запорозький загін чисельністю до 6 тис. козаків — на підмогу Гайдамацькому кошу в м. Одесі.
У період з січня по березень 1918 року під час окупації України більшовицькими військами Вільне Козацтво контролювало територію, що сягала Дніпра, включно із залізничною лінією Знам'янка — Канів, не допускаючи противника в ці райони. Загін Вільного Козацтва брав участь у складі невеликої збірної групи (юнаки 1-ї Київської Військової Школи, сотня Помічного Студентського Куреня та Вільних Козаків) в обороні Бахмацького залізничного вузла від ворога, що наступав з півночі. У героїчному бою під станцією Крути 30 січня 1918 року, стримуючи в 15 разів сильнішу більшовицьку навалу, ця група своє завдання виконала, хоч і багато юнаків полягло там смертю хоробрих.

У м. Києві козаки вели боротьбу з більшовицькими бунтівниками і
…вніч з 3 на 4 лютого 1918 року спільними силами Вільних Козаків і Слобідського Коша здобуто штурмом Арсенал. Коло 300 большевиків було вбито, стільки ж узято в полон.

У лютому 1918 року 20 тисяч козаків Звенигородського Коша Вільного Козацтва роззброїли всю артилерію 2-го московського гвардійського корпусу; розбили два московські кавалерійські полки, що сунули на Україну і захопили все їхнє військове майно та 2000 коней із сідлами. У районі залізничної станції Бірзула, Вільне Козацтво розгромило після цілоденного бою частини 18 збольшевиченої російської армії. За цей саме час про Українське Вільне Козацтво писав в «Ізвєстях ВЦИК» головнокомандуючий московсько-большевицької армії, що тоді воювала проти України, В. Антонов-Овсєєнко таке:

Революційна російська армія пройшла Україну, змітаючи на своєму шляху все, що мало ознаки буржуазно-шовіністичного сепаратизму. На Україні зустріли ми оригінальну організацію буржуазної самооборони. Особливо дався в знаки Звенигородський повіт, де український шовіністичний націоналізм здобув собі фортецю в формі т. зв. «Вільного Козацтва». Ця організація не тільки не допустила нашої влади в повіт, а навпаки, сама перейшла до наступу і цим заподіяла чимало шкоди нашим військам. Мені дуже шкода, що мені не довелося зруйнувати це гніздо, потопити в калюжах крови тих, що посміли підняти руку на червону армію.
У грудні 1918 року за наказом Козацької Ради Запорозький загін чисельністю до 2 тис. козаків був направлений під м. Житомир на з'єднання з військами Уряду, якими керував Генеральний старшина Козацької Ради полковник Петро Болбочан. Загін брав участь у боях за визволення м. Бердичева і в поході на м. Київ. Загони Вільного Козацтва стали основою формування Армії УНР, Української армії гетьмана П. Скоропадського, а також входили до складу Галицької армії ЗУНР.
У 1918 році і наступних роках Вільне Козацтво влилося до Українських армій, які безпосередньо від початку були формаціями козацькими. Козаки стали основою формування Армії УНР і Української армії гетьмана П. Скоропадського, а також входили до складу Галицької армії ЗУНР. Військові частини, які були сформовані з самих козаків, були боєздатними та високопатріотичними військовими формуваннями. Назви військових одиниць говорять самі за себе: Запорозька дивізія, Запорозький полк, Гайдамацький кіш Слобідської України, полк чорношличників, Запорозька Січ (Юхима Божка) та інші. Були збережені й традиційні принципи формування українського козацького війська з його поділом на коші, полки, курені, сотні. Те ж стосується й елементів одягу. Запроваджувалися традиційні для українців козацькі однострої: козацькі жупани (червоні, сині, сірі та чорні), шаровари, смушкові шапки із червоними чи чорними шликами, козацькі пояси та інше. Відповідним став і зовнішній вигляд українських козаків з традиційними козацькими вусами, голеними головами, з яких збігали войовничі оселедці.

Елітною частиною Української армії був полк Чорних запорожців. Більше звитяг, ніж цей полк, не мав, напевно, жодний кінний підрозділ Армії УНР. Про це й писав командарм Першого зимового походу Михайло Омелянович-Павленко:

Рідко яка частина в армії могла похвалитися такими бойовими трофеями, як Чорні, десятки великих і малих гармат, сотні кулеметів, тисячі бранців; про обози й згадувати не доводиться. Ніде не було більше забитих та поранених у боях, як серед Чорних. Полковник Дяченко сам не раз був поранений. Усі пам'ятають святочний в'їзд пораненого полковника Дяченка з трьома одночасно з ним пораненими козаками до Станіслава; все місто милувалося тоді цим почесним походом: гарно виглядали поранені, що з люльками в зубах лежали на ношах, ще гарніш — ескорт козаків у типово національному вбранні з могутніми чубами, із загальним колоритом борців, що тільки покинули бойовище.

Керівництво радянської Росії надзвичайно агресивно поставилося до відродження українського козацтва. 24 січня 1919 року Оргбюро ЦК РКП(б) випустило секретну директиву, підписану Яковом Свердловим, у якій говорилося:

Провести масовий терор проти багатих козаків, винищивши їх поголовно; провести нещадний масовий терор стосовно всіх козаків, що брали участь — пряму або непряму — у боротьбі з Радянською владою… Конфіскувати хліб і змусити зсипати всі надлишки в зазначені пункти, це стосується як хліба, так і всіх сільгоспродуктів… Всім комісарам, призначеним у ті або інші козачі поселення, пропонується проявити максимальну твердість і неухильно проводити надані вказівки.
Офіційно до початку 1920 р. козацтво на території колишньої царської Росії було знищено радянською владою, а пам'ять про них спотворена радянською ідеологією.
25 березня 1920 р. радянською владою Росії був виданий декрет про скасування статусу козацьких військових земель, що стало кінцевим пунктом агресії радянської Росії проти незалежних козацьких республік. Але не зважаючи на це козацькі отамани продовжували збройну боротьбу за Українську Народну Республіку, і навіть тоді, коли УНР перетворилася на еміграційний центр, а Українська армія опинилася в таборах для інтернованих. А коли у 1924 році Головний Отаман офіційно розпустив армію, то навіть тоді отамани Гайдамацького краю продовжували боротьбу, виконуючи свою споконвічну історичну місію — захист свого рідного краю й народу.
Коли у листопаді 1920 року Дієва Армія УНР з боєм відійшла за кордон, то разом з нею вийшла на еміграцію значна частина військових формувань Вільного Козацтва. Решта ж Вільного Козацтва, що залишилася в Україні, продовжувала й далі протягом років боротьбу з ворогом в різних повстанських загонах.

### Українське національне козаче товариство (УНАКОТО чи УНКТ, 1920—1936рр.)
У 1920 році в Берліні було створено Українське національне козаче товариство (УНКТ). Ініціатором створення товариства та його першим отаманом (до 1942 року) був Іван Полтавець-Остряниця. Він намагався згуртувати консервативні сили еміграції і очолити їх — з метою відновлення незалежності України на засадах гетьманської авторитарної влади. З березня 1921 року місцем перебування його штабу стало м. Мюнхен (Баварія).
Головним пріоритетом у діяльності УНКТ було відродження Української держави. У своїй діяльності товариство використовувало традиційні козацькі організаційні форми, принципи та цінності. Для ідеології УНКТ були характерні певні тоталітарні риси:
- військова диктатура,
- превалювання державних інтересів над принципами свободи слова, приватної власності та персональних свобод.

Головною метою товариства було згуртування «лицарськи-національного», активного і творчого вояцтва, виховання свідомих борців за волю України. У 1923–1924 роках УНКТ видавало в Мюнхені свій друкований орган — ілюстрований місячник «Український козак».

### Український Народний Козачий Рух чи Українське Вільне Козацтво (УВК УНАКОР, 1936—1942рр.)
З 1936 р. Українське національне козаче товариство отримало назву Український Народний Козачий Рух чи, інакше, Українське Вільне Козацтво — УВК УНАКОР.
На той час УВК включала вісім кошів: в Болгарії, Австрії, Німеччині, Чехословаччині, Марокко, Польщі, Канаді і Україні (Повстанський кіш). Всього організація нараховувала близько 40 тис. членів. На території Польщі знаходився кіш в 1500 козаків, які об'єднувалися в чоти, сотні і полки. Польський кіш очолював кошовий отаман генерал-хорунжий Армії УНР Іван Волошин-Берчак. На Волині кошовим був контр-адмірал Армії УНР Савченко-Більський. До Волинського коша входили три полки: в Ковелі — полковник Армії УНР Захар Дорошенко, в Дубно — полковник Армії УНР Наум Тадієв, в Луцьку — полковник Армії УНР Павло Мінченко. У жовтні 1938 року генерал-хорунжий Іван Волошин-Берчак був Генеральним писарем УВК, а генеральним хорунжим — Бондаренко.

### Український Народний Козачий Рух чи Українське Вільне Козацтво (УВК УНАКОР, 1942—1947рр.)
З 1942 року УВК очолював Іван Волошин-Берчак.
У 1942—1944 роках — Омелянович-Павленко Михайло Володимирович.
У 1944—1945 роках — Павло Терещенко.
Від створення й до 1945 року в реєстрах УВК налічувалося до 10000 козаків. 
Козацькі військові формування УВК у березні 1945 р. увійшли до складу Української Національної Армії. Вони стали основою для формування 2-ї Української дивізії УНА, яку очолював генерал-хорунжий Армії УНР Петро Дяченко.
У 1946—1960 роках УВК провадило діяльність в Німеччині та Австрії.
З 1947 року УВК видавало свій неперіодичний друкований орган — бюлетень «Вільне Козацтво». У цей час УВК займалося лише культурницькими справами.
20 жовтня 1947 року Президентом УНР в екзилі Андрієм Левицьким на найвищому державному рівні за поданням міністра військових справ Уряду УНР в екзилі М. Омеляновича-Павленка було встановлено державну нагороду УНР в екзилі «Хрест українського козацтва». Згідно зі Статутом Хреста українського козацтва ця відзнака встановлена «щоб відзначити видатних громадян і борців за волю України та зберегти в пам'яті нащадків згадки про славетну боротьбу українського вільного козацтва в часі з березня 1917 року.» Головну нагородну раду Хреста українського козацтва формувала Генеральна управа Українського Вільного Козацтва, а голову та секретаря Головної нагородної ради затверджував Президент УНР за поданням військового отамана УВК.

### Українське Вільне Козацтво (УВК), або скорочено: Українське Козацтво (УК) (з 1947р. до цього часу)
У 1952—1967 роках Військовим отаманом УВК був полковник Армії УНР Іван Цапко.
У 1964—1980 роках УВК видавало у м. Чикаго (США) свій друкований орган — часопис «Українське Козацтво». У 1982 році часопис «Українське Козацтво» був відновлений у м. Торонто (Канада).
У 1967—1971 роках Військовим отаманом УВК був підполковник Армії УНР Віктор Дяченко (м. Чикаго, США).
У 1971—1973 роках Військовим отаманом УВК був підполковник Армії УНР Антін Кущинський (м. Чикаго, США).
У 1974—1976 роках Кошовим отаманом УВК був Генеральний значковий УВК інж. Антін Кущинський, який одночасно виконував обов'язки голови Генеральної булави УВК.
У 1977—1979 роках Кошовим отаманом УВК був інж. Петро Коршун-Федоренко (м. Торонто, Канада).
18 січня 1979 року в каплиці куреня імені Петра Дорошенко митрополит Петро Хомін і протоієрей Федір Легенюк у присутності Кошового отамана УВК генерального значкового Петра Коршуна-Федоренка, генерального хорунжого Петра Петренка та півтори сотні козаків освятили прапор УВК. На прапорі, над образом св. Покрова — напис: «Надія на Бога», під образом — «А лицарство наше!» Ці пророчі слова великого гетьмана Богдана Хмельницького — девіз Українського Вільного Козацтва.
У 1980—1982 роках Кошовим отаманом УВК був Генеральний значковий УВК інж. Михайло Ковальський (м. Калгарі, Канада), обраний Великою Козацькою Радою 30 березня 1980 р. Рішенням цієї ж Великої Козацької Ради Почесним отаманом УВК було обрано Генерального бунчужного УВК інж. Антіна Кущинського.
У 1983—1993 роках Кошовим отаманом УВК був Генеральний значковий УВК Валентин Різник, обраний Великою Козацькою Радою 22 березня 1983 року.
З 1993 року дотепер УВК очолює почесний Кошовий отаман УКВ генерал-осавул УВК Йосип Івах Д. Байда (м. Торонто, Канада).
На цей час Українське Вільне Козацтво в діаспорі очолює Кошовий отаман УВК Йосип Івах Д. Байда (Торонто, Канада). Формою внутрішнього управління та ідейною метою свого існування Українське Вільне Козацтво базувалося на традиціях славних часів Козацько-гетьманської доби, яка в свою чергу черпала державницьку ідеологію з величного княжого періоду Київської Русі. Головною метою Українського Вільного Козацтва в діаспорі було творення лицарських кадрів станового козацтва на традиційних засадах 1917—1918 років, які пам'ятали про те, що «ми браття козацького роду», та які в основу своєї діяльності вкладали ідеї Української Самостійної Соборної Державності. Вони організувалися для утримання козацьких традицій в справі оборони та боротьби за суверенність, за фізичну й духовну волю України, за соборне співжиття і співпрацю в еміграції. Була відкинута взаємна внутрішня боротьба як найбільше зло і шкідливе явище в житті українського народу, завжди пам'ятаючи про те, що Українське Вільне Козацтво є власністю цілої нації, а не окремої її частини, партії чи групи.
Людей із розумінням цих ідей було нелегко знайти в тодішньому українському суспільстві на чужині, поділеному та розсвареному в політичному, громадському і навіть в церковному житті. Тим дорожчі для організації були ті патріоти, що зголосилися до козацького побратимства і які створили в діаспорі станиці-курені, вибравши своїми керманичами найрізноманітніші за своєю ідеологією українські історичні постаті. Їхні духовні послідовники — окремі станиці Українського Вільного Козацтва — завжди толерували між собою та творили козацьке об'єднання, пам'ятаючи про спільне гасло «Бог і Україна», розуміючи, що в єдності наша сила і пострах для ворогів.
|  | … Українське Вільне Козацтво вважає себе частиною українського війська, і в умовах перебування в еміграції одним з визнаних Почесних отаманів був обраний командир Української Національної Армії генерал Павло Шандрук. |

Тепер УВК має у 8 країнах «паланки» — 39 відділів-куренів (станиць).
З 1991 року УВК активно співпрацює з козацькими організаціями, які створені та діють на теренах України. 14 жовтня 2006 р. наказом Кошового отамана УВК генерал-осавула УВК Йосипа Іваха Д. Байди було створено офіційне Представництво УВК діаспори в Україні, яке є єдиним легітимним представництвом УВК в Україні. Уповноваженим представником УВК в Україні призначено генерал-хорунжого УВК Анатолія Гриву.
За дорученням Кошового отамана УКВ Йосипа Іваха Д. Байди, зважаючи на потребу активізації діяльності УВК як централізованої структури, 25 травня 2010 року кореспонденційним способом відбулося перше установче засідання Ради отаманів УВК. Результатом цього засідання стало створення Ради отаманів УВК, до складу якої увійшли чинні керівники осередків УВК з Австралії, Канади, США та України. Рада отаманів УВК розпочала роботу із створення єдиного козацького реєстру УВК та окреслила діяльність своїх осередків у складі Світового Конґресу Українців.
Указом Президента України Віктора Ющенка від 28 січня 2010 року за № 75/2010 «Про вшанування учасників боротьби за незалежність України у XX столітті [Архівовано 27 жовтня 2021 у Wayback Machine.]» козаки Українського Вільного Козацтва визнані учасниками боротьби за незалежність України у XX столітті. Згідно з цим Указом учасниками боротьби за незалежність України у XX столітті визнано осіб, які брали участь у політичній, партизанській, підпільній, збройній боротьбі за незалежність України, в тому числі у складі формувань Української Центральної Ради, Української Народної Республіки, Західно-Української Народної Республіки, Української Держави (Гетьманату), Української військової організації, Організації народної оборони «Карпатська Січ», Організації українських націоналістів, Української повстанської армії, Української головної визвольної ради та інших військових формувань, партій, організацій та рухів, що ставили за мету здобуття Україною державної незалежності.
Президент України Віктор Ющенко у своєму вітальному листі у 2007 році до козаків Українського Вільного Козацтва США та Канади з нагоди 90-ї річниці створення УВК відзначив, що «козацькі об'єднання у важких кровопролитних боях гідно відстоювали свободу своєї національної держави, не припинивши боротьбу навіть тоді, коли доля закинула їх далеко від рідної землі».
Чинним Статутом УВК опрацьованим на основі «Правильника УВК» з 1948 року, затвердженим Великою Козацькою радою УВК у 1969 році, а також затвердженим із змінами у 1974 році, встановлено: Ст. 1. Назва організації: «Українське Вільне Козацтво» (УВК), або скорочено: «Українське козацтво» (УК).
Ст. 2. Місцем осідку централі організації є місце перебування Кошового Отамана та Генеральної Булави, а місцем осідку куренів козацтва — місце перебування не менше 5-ти членів організації, якого то числа членів потрібно для заснування куреня.
Ст. 5. Метою УВК на чужині є: а) творення з відповідних елементів лицарських кадрів станового козацтва на традиційних засадах з 1917-18 років, які б пам'ятали про те, що «ми браття козацького роду» та які б в основу своєї діяльности поклали власні сили для зміцнення ідеї Української Самостійної Державності і для утримання козацьких традицій в справі оборони та боротьби не за владу в Україні і на еміграції, а за суверенність і за фізичну й духову волю України та соборне співжиття і співпрацю еміграції, відкидаючи взаємну внутрішню боротьбу, як найбільше зло і шкідливе явище в житті Українського Народу, завжди пам'ятаючи про те, що УВК є власністю цілої нації, а не окремої її частини, партії чи групи;
б) творення з членів УВК організуючого стану для служіння українському народові за його вільне фізичне й духовно-культурне життя та розвиток;
в) оборона України і Українського визвольного руху в країнах поселення чи народження.

## Проєкти
У наш час УВК провадить діяльність спрямовану на реалізацію низки проектів:
- Співпраця осередків УВК з українськими козаками в Україні.

У рамках цієї програми створені та діють: Рада отаманів УВК, Рада козацьких отаманів України.
- Національно-патріотичне виховання української молоді.

Впровадження в навчальні заклади України дитячо-юнацької військово-спортивної патріотичної гри Українського козацтва «Сокіл» («Джура»); проведення козацьких вишкільних семінарів і таборів; створення козацьких навчальних закладів (Центрів); підтримка козацьких ліцеїв; підготовка (перепідготовка) інструкторів і вихователів навчальних закладів в Україні з питань національно-патріотичного виховання української молоді; видання навчально-методичної літератури з питань національно-патріотичного виховання української молоді та розповсюдження її у навчальних закладах в Україні та в осередках СКУ.
- Вшанування українських героїв.

Зйомка художньо-документального фільму «Два дні, що змінили світ» на честь 370-річниці від дня народження українського козака Юрія Кульчицького — героя Віденської битви; встановлено пам'ятник і барельєф Юрію Кульчицькому у його рідному селі Кульчиці (Самбірський район, Львівської обл.); встановлено пам'ятні плити: Івану Полтавцю-Остряниці в Гетьманській столиці м. Чигирин, Антіну Кущинському в м. Лохвиця (Полтавська обл.), Петру та Віктору Дяченкам в с. Березова Лука (Гадяцького району Полтавської обл.); здійснюється підготовка до встановлення пам'ятних знаків: Безручко Марко в м. Замостя (Польща) та Павлу Шандруку у Тернопільській обл.; проводяться урочисті заходи в історичних пам'ятних місцях: Чигирині, Холодний Яр, Берестечко, Конотоп та ін.
- Пошукові роботи.

Пошук і відновлення українських, австрійських, німецьких, польських, російських та інших військових поховань біля Тараканівського форту (околиці м. Дубно).
- Підтримка Збройних Сил України.

Планується проведення у військових навчальних закладах та військових частинах тематичних заходів, присвячених відзначенню важливих історичних подій в Україні; поповнення бібліотечного фонду військових частин патріотичною літературою і періодичними виданнями; заходів спрямованих на зміцнення престижу служби у Збройних Силах України.

## Відео
- Документальний фільм про Вільне козацтво [Архівовано 24 грудня 2013 у Wayback Machine.].